# Idiocerus heydenii
Idiocerus heydenii är en insektsart som beskrevs av Carl Ludwig Kirschbaum 1868. Idiocerus heydenii ingår i släktet Idiocerus och familjen dvärgstritar. Inga underarter finns listade i Catalogue of Life.